# Lanicides taboguillae
Lanicides taboguillae är en ringmaskart som först beskrevs av Chamberlin 1919.  Lanicides taboguillae ingår i släktet Lanicides och familjen Terebellidae. Inga underarter finns listade i Catalogue of Life.